# سلحدار فندقلي محمد آغا
سلحدار فندقلي محمد أغا (7 كانون الأول 1658 - ق. 1726 - 1727  ) كان مؤرخًا عثمانيًا، خدم في عهد السلاطين محمد الرابع وسليمان الثاني وأحمد الثاني ومصطفى الثاني وأحمد الثالث .

## حياته المبكرة
ولد سلحدار فندقلي محمد آغا في 7 كانون الأول 1658 في منطقة فندقل [الإنجليزية] في غلطة،  محمد آغا، الذي دخل القصر في سن مبكرة، نشأ تحت رعاية باش مصاحب شاهين آغا في ذلك الوقت. لاحقًا التحق في حدائق هاسباهتشه في 9 شباط 1674 ثم درس في الغرف الخاصة.  ارتقى إلى مناصب أعلى في وقت قصير، وخدم تحت حكم السلطان محمد الرابع .

## الحملات
شارك محمد آغا شخصيًّا في حملة فيينا عام 1683، وأعرب مع جيشه عن المشاكل التي حدثت بعد أن ترك الجيش.  في عام 1688، شهد محمد آغا عزل محمد الرابع وتمرد الإنكشارية، وأصبح تحت إمرة السلطان الجديد. كانت خدمته بالقرب من السلطان بسبب عمله، وكان يسجل الأحداث بعناية ودقة كبيرتين. وبهذا سُمح للمنافسين من سادة العلماء بالدخول إلى قصر بغداد في هاسباهتشه أمام السلطان وعبروا عن عدم ارتياحهم لإسماعيل باشا. 

## أعماله
وكما ذكرنا بإيجاز أعلاه، واصل سلحدار محمد آغا كتابة أعماله من المكان الذي غادره بسبب إعجابه بكتابات حاجي خليفة.  كتب سلحدار فندقلي محمد آغا سجلات تاريخية مثل "زيلي فزليكة" ("ملحوظة إلى الفزليكة، الفزليكة هي عمل سابق للمؤرخ حاجي خليفة ")، والذي يُعرف اليوم باسم سلحدار تاريخي (تاريخ حامل السيف).

### كتاب زيل فِزلكة
تم اكتشاف سبع نسخ من كتاب زيل فِزلكة. ثلاثة منها موجودة في مكتبات مختلفة في إسطنبول، وواحدة في المكتبة العامة في مانيسا، وواحدة في فيينا. بالإضافة إلى ذلك، لا يُعرف أين استخدم أحمد رفيق بك نسخة كتاب خالص أفندي في نشر أحد أعماله في مكتبة الجمعية التاريخية التركية.  كان المجلد الثاني من أعماله بعنوان نصرتنامه (كتاب الانتصارات). وقد سجلت هذه الوثائق معًا الأحداث التي وقعت قبل وأثناء حياته. تناول الكتاب الأحداث التي وقعت في القسطنطينية (مثل حريق عام 1660 الذي دمر معظم المدينة) ولكن أيضًا تجربة الكتاب أثناء حملات قره مصطفى باشا ومعركة فيينا.    
كما ذكرنا أعلاه في قسم المصادر، فقد كتب سلحدار النقل السابق أثناء كتابة عمله بالإشارة إلى المصادر المكتوبة سابقًا. ولكنه لم ينقل المعلومات الواردة في هذه الأعمال كما هي، وقارن المصادر مع بعضها البعض واستكمل النواقص من مصادر أخرى. ومن ثم يمكن القول بسهولة أن كتاب زيل فزلكة يحتوي على معلومات أكثر تفصيلاً من أي من هذه المصادر. 
أما بالنسبة لفترته الخاصة، ورغم انخراطه في الأحداث، فإنه لم يتردد في الاستعانة بمصادر أخرى من وقت لآخر، وكتب عن الفترة التي عاشها مع ملاحظاته الخاصة بطريقة مفصلة للغاية. إن عمل سلحدار له أهمية خاصة في حصار فيينا وما بعده، لأنه شارك شخصيًّا في هذه الحملة، بناءً على ملاحظاته وتجاربه الخاصة. 

### نصر نامه
في نصر نامه كتب عن بعثات مصطفى الثاني إلى النمسا، وكارثة معركة زينتا، ومعاهدة كارلوفجة، ومؤسسة أدرنة، والأعمال البحرية. وفي الجزء الثاني يتناول الأحداث بين عامي 1704 و1721. ومن أهمها: حملة بلطجي محمد باشا على روسيا، ومعاهدة بوروت، وصراعات الخانات في شبه جزيرة القرم. وهو أكثر إيجازًا لأنه كتب هذا الجزء بعد خروجه من القصر. قام المؤلف بتقييم وتوثيف ما سمعه أكثر هنا.  
وقد كتب سلحدار محمد آغا الأحداث حسب تسلسلها الزمني سنة بعد سنة في كلا عملَيه. وفي الواقع فإن إعطاء التواريخ الميلادية في بعض الأحوال يُعتبر ضروريًّا، لتحديد الزمان التاريخي للحدث. 

## موته
ربما توفي سلحدار فيندكليلي محمد آغا في 1726-1727. وتختلف المعلومات التي ذكرتها المصادر عن تاريخ وفاته ومكان قبره.  توفي محمد آغا عن عمر يناهز السبعين عامًا، ودُفن في مقبرة عيَّاز باشا في تقسيم. 

## إرثه
محمد آغا الذي أكد على الجانب التاريخي بقوله "محرر قصص وحكايات محمد كمترليري"  كما ذكر في قسم حياته، فقد تابع أخبار الدولة والسلطنة عن كثب حيث كانت له خدمات مهمة في القصر، وقد وجد في داخله العديد من الأحداث خلال حياته المدنية. بعد عام 1703 كان ذلك جزءًا من السنوات التي كانوا فيها بعيدًا عن خدمة القصر، وكان هذا الجزء مكتوبًا في الغالب من خلال كتابة ما سمعوه. 
وبالمقارنة مع الأعمال التاريخية لنفس الفترة، نرى أن الأحداث في كتاب زيل فزلكة كانت أكثر تفصيلًا من غيرها، وأن العديد من القضايا التي لم توجد في تواريخ أخرى وجدت أيضًا في تاريخ سلحدار. وبالإضافة إلى ذلك، ونظرًا لحقيقة أن سلحدار محمد آغا هو شخص جاء من بيروقراطية القصر وشارك في الأحداث إلى جانب السلطان نفسه، فقد تناول تطوراتها في القصر بشكل شامل وضمَّن العديد من التفاصيل حول العالم الخاص للسلطان. 
على الرغم من كونه مصدرًا مهمًا، إلا أن كل من كتابي زيل فزلكة ونصر نامه لم يجذبا انتباه المؤرخين لفترة طويلة. وفي هذا يمكن القول أن راشد تاريهي الذي قدم نفس الأحداث التي لم يستطع تقديمها لمصطفى، كان له دور كبير في السنوات الأولى. استخدم المؤرخون مثل فاكانوفيس رشيد محمد وأورفي محمود آغا وأحمد جاويد وأحمد رسمي أفندي أعمال سلحدار محمد آغا مصدرًا لكتاباتهم. ورغم أن راشد استفاد من نصر نامه خاصة فيما يتعلق بالأحداث التي وقعت بين عامي 1695 و1703، إلا أنه لم يذكر اسم مصدره. وكان عمله مٌبسط ويحتوي على قفزات واتسم بعدم الدقة. وقد أجرى محمد توبال دراسة دكتوراه حول هذا العمل.